# Военно-воздушные силы Польши
Военно-воздушные силы Польши (пол. Siły Powietrzne) — вид вооружённых сил Польши.

## История
Военно-воздушные силы Польши были созданы в 1918 году одновременно с предоставлением её независимости. Военно-воздушные силы участвовали в советско-польской войне. После оккупации Польши немецкими силами в 1939 году польская авиация действовала в составе ВВС Великобритании, а позднее — и в Польской народной армии, сформированной на территории Союза ССР.
Современное название Военно-воздушные силы Польши носят с 1 июля 2004 года (до этого они назывались «Военно-воздушные силы и войска ПВО» (Wojska Lotnicze i Obrony Powietrznej)).

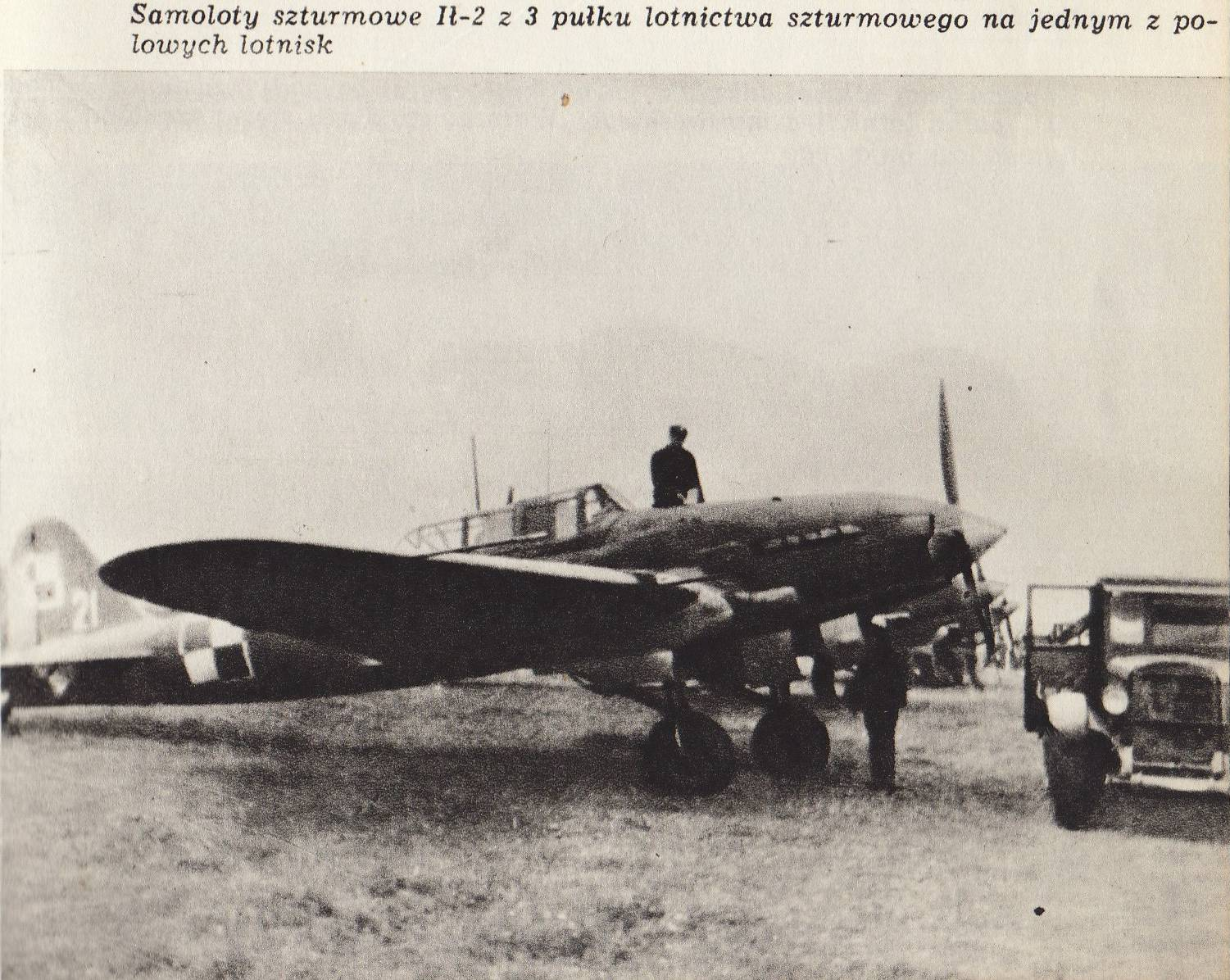
Ил-2 1-й армии Войска Польского, Вторая мировая война.
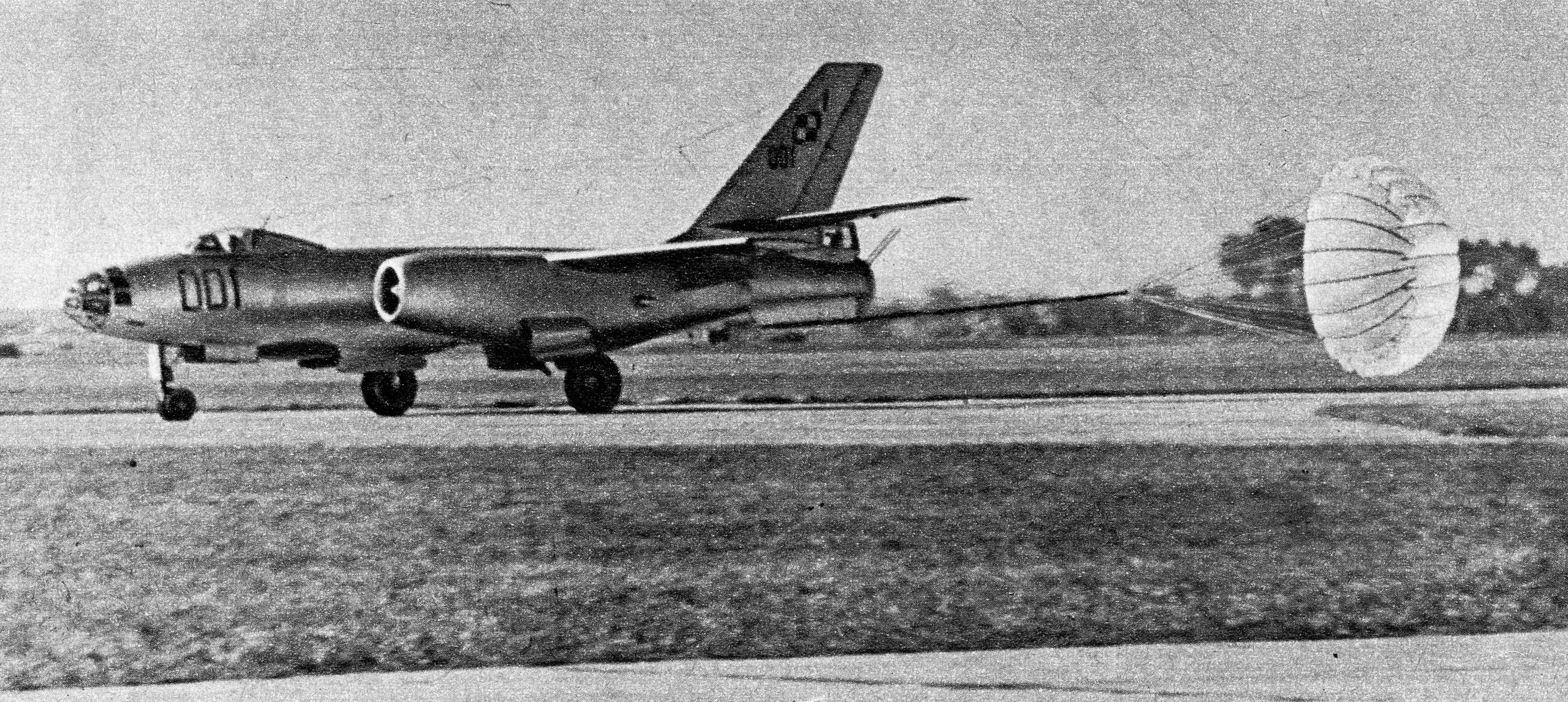
Ил-28 ВВС ВС Польской Народной Республики, после приземления с использованием тормозного парашюта, 1959 год.

## Структура

### Рода войск
- Военно-воздушные силы (Wojska Lotnicze)
- Войска противовоздушной обороны (Wojska Obrony Przeciwlotniczej)
- Радиотехнические войска (Wojska Radiotechniczne)

### Организация (2020)
|  |  | Центр воздушных операций   | Центр воздушных операций   | Центр воздушных операций   | Центр воздушных операций   | Центр воздушных операций   | Центр воздушных операций   |  |  |                              |                              | Командование ВВС             | Командование ВВС             | Командование ВВС             | Командование ВВС             | Командование ВВС | Командование ВВС |                                                    |                                                    | Центр информационного обеспечения                  | Центр информационного обеспечения                  | Центр информационного обеспечения                  | Центр информационного обеспечения                  | Центр информационного обеспечения | Центр информационного обеспечения |  |  |  |  |  |  |  |  |  |  |
|  |  | Центр воздушных операций   | Центр воздушных операций   | Центр воздушных операций   | Центр воздушных операций   | Центр воздушных операций   | Центр воздушных операций   |  |  |                              |                              | Командование ВВС             | Командование ВВС             | Командование ВВС             | Командование ВВС             | Командование ВВС | Командование ВВС |                                                    |                                                    | Центр информационного обеспечения                  | Центр информационного обеспечения                  | Центр информационного обеспечения                  | Центр информационного обеспечения                  | Центр информационного обеспечения | Центр информационного обеспечения |  |  |  |  |  |  |  |  |  |  |
|  |  |                            |                            |                            |                            |                            |                            |  |  |                              |                              |                              |                              |                              |                              |                  |                  |                                                    |                                                    |                                                    |                                                    |                                                    |                                                    |                                   |                                   |  |  |  |  |  |  |  |  |  |  |
|  |  |                            |                            |                            |                            |                            |                            |  |  |                              |                              |                              |                              |                              |                              |                  |                  |                                                    |                                                    |                                                    |                                                    |                                                    |                                                    |                                   |                                   |  |  |  |  |  |  |  |  |  |  |
|  |  | 1-е тактическое авиакрыло  | 1-е тактическое авиакрыло  | 1-е тактическое авиакрыло  | 1-е тактическое авиакрыло  | 1-е тактическое авиакрыло  | 1-е тактическое авиакрыло  |  |  | 3-я ракетная бригада ПВО     | 3-я ракетная бригада ПВО     | 3-я ракетная бригада ПВО     | 3-я ракетная бригада ПВО     | 3-я ракетная бригада ПВО     | 3-я ракетная бригада ПВО     |                  |                  | Подразделения и учреждения центрального подчинения | Подразделения и учреждения центрального подчинения | Подразделения и учреждения центрального подчинения | Подразделения и учреждения центрального подчинения | Подразделения и учреждения центрального подчинения | Подразделения и учреждения центрального подчинения |                                   |                                   |  |  |  |  |  |  |  |  |  |  |
|  |  | 1-е тактическое авиакрыло  | 1-е тактическое авиакрыло  | 1-е тактическое авиакрыло  | 1-е тактическое авиакрыло  | 1-е тактическое авиакрыло  | 1-е тактическое авиакрыло  |  |  | 3-я ракетная бригада ПВО     | 3-я ракетная бригада ПВО     | 3-я ракетная бригада ПВО     | 3-я ракетная бригада ПВО     | 3-я ракетная бригада ПВО     | 3-я ракетная бригада ПВО     |                  |                  | Подразделения и учреждения центрального подчинения | Подразделения и учреждения центрального подчинения | Подразделения и учреждения центрального подчинения | Подразделения и учреждения центрального подчинения | Подразделения и учреждения центрального подчинения | Подразделения и учреждения центрального подчинения |                                   |                                   |  |  |  |  |  |  |  |  |  |  |
|  |  |                            |                            |                            |                            |                            |                            |  |  |                              |                              |                              |                              |                              |                              |                  |                  |                                                    |                                                    |                                                    |                                                    |                                                    |                                                    |                                   |                                   |  |  |  |  |  |  |  |  |  |  |
|  |  | 2-е тактическое авиакрыло  | 2-е тактическое авиакрыло  | 2-е тактическое авиакрыло  | 2-е тактическое авиакрыло  | 2-е тактическое авиакрыло  | 2-е тактическое авиакрыло  |  |  | 3-я радиотехническая бригада | 3-я радиотехническая бригада | 3-я радиотехническая бригада | 3-я радиотехническая бригада | 3-я радиотехническая бригада | 3-я радиотехническая бригада |                  |                  | Вузы, учебные центры, полигоны                     | Вузы, учебные центры, полигоны                     | Вузы, учебные центры, полигоны                     | Вузы, учебные центры, полигоны                     | Вузы, учебные центры, полигоны                     | Вузы, учебные центры, полигоны                     |                                   |                                   |  |  |  |  |  |  |  |  |  |  |
|  |  | 2-е тактическое авиакрыло  | 2-е тактическое авиакрыло  | 2-е тактическое авиакрыло  | 2-е тактическое авиакрыло  | 2-е тактическое авиакрыло  | 2-е тактическое авиакрыло  |  |  | 3-я радиотехническая бригада | 3-я радиотехническая бригада | 3-я радиотехническая бригада | 3-я радиотехническая бригада | 3-я радиотехническая бригада | 3-я радиотехническая бригада |                  |                  | Вузы, учебные центры, полигоны                     | Вузы, учебные центры, полигоны                     | Вузы, учебные центры, полигоны                     | Вузы, учебные центры, полигоны                     | Вузы, учебные центры, полигоны                     | Вузы, учебные центры, полигоны                     |                                   |                                   |  |  |  |  |  |  |  |  |  |  |
|  |  |                            |                            |                            |                            |                            |                            |  |  |                              |                              |                              |                              |                              |                              |                  |                  |                                                    |                                                    |                                                    |                                                    |                                                    |                                                    |                                   |                                   |  |  |  |  |  |  |  |  |  |  |
|  |  | 3-е транспортное авиакрыло | 3-е транспортное авиакрыло | 3-е транспортное авиакрыло | 3-е транспортное авиакрыло | 3-е транспортное авиакрыло | 3-е транспортное авиакрыло |  |  | 1-й отряд РЭБ                | 1-й отряд РЭБ                | 1-й отряд РЭБ                | 1-й отряд РЭБ                | 1-й отряд РЭБ                | 1-й отряд РЭБ                |                  |                  |                                                    |                                                    |                                                    |                                                    |                                                    |                                                    |                                   |                                   |  |  |  |  |  |  |  |  |  |  |
|  |  | 3-е транспортное авиакрыло | 3-е транспортное авиакрыло | 3-е транспортное авиакрыло | 3-е транспортное авиакрыло | 3-е транспортное авиакрыло | 3-е транспортное авиакрыло |  |  | 1-й отряд РЭБ                | 1-й отряд РЭБ                | 1-й отряд РЭБ                | 1-й отряд РЭБ                | 1-й отряд РЭБ                | 1-й отряд РЭБ                |                  |                  |                                                    |                                                    |                                                    |                                                    |                                                    |                                                    |                                   |                                   |  |  |  |  |  |  |  |  |  |  |
|  |  |                            |                            |                            |                            |                            |                            |  |  |                              |                              |                              |                              |                              |                              |                  |                  |                                                    |                                                    |                                                    |                                                    |                                                    |                                                    |                                   |                                   |  |  |  |  |  |  |  |  |  |  |
|  |  | 4-е учебное авиакрыло      |                            |                            |                            |                            |                            |  |  |                              |                              |                              |                              |                              |                              |                  |                  |                                                    |                                                    |                                                    |                                                    |                                                    |                                                    |                                   |                                   |  |  |  |  |  |  |  |  |  |  |
|  |  |                            |                            |                            |                            |                            |                            |  |  |                              |                              |                              |                              |                              |                              |                  |                  |                                                    |                                                    |                                                    |                                                    |                                                    |                                                    |                                   |                                   |  |  |  |  |  |  |  |  |  |  |

## Боевой состав
| Обозначение формирования или части                                                      | Вооружение и оснащение | Место расположения |
| --------------------------------------------------------------------------------------- | ---------------------- | ------------------ |
| Войска противовоздушной обороны пол. Wojska Obrony Przeciwlotniczej                     |                        |                    |
| 3-я Варшавская ракетная бригада ПВО пол. 3. Warszawska Brygada Rakietowa OP             |                        | Варшава            |
| 61-я Сквежинская ракетная бригада ПВО пол. 61. Skwierzyńska Brygada Rakietowa OP        |                        | Сквежина           |
| 78-й ракетный полк ПВО пол. 78. Pułk Rakietowy OP im. generała broni Władysława Andersa |                        |                    |

## Техника и вооружение
Боевой состав и вооружение ВВС Польши не являются государственной тайной и официально опубликованы на странице ВВС.

### Самолёты
| Тип                               | Фото | Производство | Назначение                                                    | Количество | Примечания |
| --------------------------------- | ---- | ------------ | ------------------------------------------------------------- | ---------- | --- |
| Aermacchi M-346                   |      | Италия       | Учебно-боевой самолёт                                         | 11         | Заказано 8 в 2014 году, сроки поставки 2016—2017 года |
| TS-11 Iskra bis DF                |      | Польша       | Учебно-боевой самолёт                                         | 15         | Единственными TS-11 ВВС Польши, которые летали в Польше после 9 декабря 2020 года, была демонстрационная группа TS-11 из Team Iskry, которая провела свой последний показ 22 августа 2021 года. После показа самолеты были отправлены в базы хранения . |
| PZL-130TC-1 Orlik                 |      | Польша       | Тренировочный самолёт                                         | 10         | |
| Су-22М4К Су-22УМ3К                |      | СССР         | Истребитель-бомбардировщик Учебный истребитель-бомбардировщик | 7 6        | Эксплуатация продлена до 2024—2026 гг. |
| МиГ-29A МиГ-29УБ                  |      | СССР         | Многоцелевой истребитель Учебный истребитель                  | 14         | Возможна передача ВВС Украины |
| F-35 Lightning II                 |      | США          | Многоцелевой истребитель                                      |            | Заказаны у США в количестве 32 шт. |
| F-16C «Jastrząb» F-16D «Jastrząb» |      | США          | Многоцелевой истребитель Учебный истребитель                  | 48         | F-16C Block 52+ Поставлены с 2006 года. 642 бомбы BLU-111, 200 бомб GBU-54 с лазерным наведением, 127 бомб MK-82, 93 AIM-9X-2 SIDEWINDER Block II, 65 ракет AIM-120C-7 для F-16 могут быть закуплены с 2012 года                                        |
| KAI FA-50 Golden Eagle            |      | Южная Корея  | Учебно-боевой самолёт                                         | 12         | Заказано 48 самолётов: 12 модификации FA-50GF (Block 10) и 36 FA-50PL (Block 20) |
| C-130E Hercules                   |      | США          | Военно-транспортный самолёт                                   | 5          | |
| CASA C-295M                       |      | Испания      | Военно-транспортный самолёт                                   | 16         | Первые 8 самолётов были куплены в 2001 году, ещё 4 поставлены по опциону в 2006—2007 годах. В июне 2012 года заказанно 5 машин, поставленных в 2012—2013 годах.                                                                                         |
| Boeing 737-800                    |      | США          | VIP                                                           | 1          | Ещё 1 заказан. |
| Gulfstream G550                   |      | США          | VIP                                                           | 1          | Ещё 1 заказан. |
| Embraer ERJ 175                   |      | Бразилия     | VIP                                                           | 2          | |
| PZL M28B Bryza TD                 |      | Польша       | Пассажирский самолёт                                          | 24         | |

### Вертолёты
| Тип                                                                  | Фото | Производство | Назначение                                                                         | Количество | Примечания                                      |
| -------------------------------------------------------------------- | ---- | ------------ | ---------------------------------------------------------------------------------- | ---------- | ----------------------------------------------- |
| Ми-8                                                                 |      | СССР         | Транспортный вертолёт                                                              | 11         |                                                 |
| Ми-17                                                                |      | СССР         | Транспортный вертолёт                                                              | 8          |                                                 |
| Ми-2 PZL Mi-2                                                        |      | СССР Польша  | Многоцелевой вертолёт                                                              | 16 8       | Вертолёт Ми-2 по лицензии производился в Польше |
| PZL W-3T «Sokół» PZL W-3P «Sokół» PZL W-3R «Sokół» PZL W-3RL «Sokół» |      | Польша       | Многоцелевой вертолёт VIP транспорт Медицинский спасательный Поисково-спасательный | 17         |                                                 |
| PZL SW-4 «Puszczyk»                                                  |      | Польша       | Учебный вертолёт                                                                   | 24         |                                                 |

### Системы ПВО
| Тип           | Фото | Производство | Назначение                 | Количество | Примечания               |
| ------------- | ---- | ------------ | -------------------------- | ---------- | ------------------------ |
| С-200C        |      | СССР         | Зенитный ракетный комплекс | 1          |                          |
| С-125 Newa SC |      | СССР         | Зенитный ракетный комплекс | 17         | Модернизированы в Польше |
| 2К11 «Круг»   |      | СССР         | Зенитный ракетный комплекс |            |                          |
| С-60          |      | СССР         | 57-мм Зенитная пушка       |            |                          |
| Azur          |      |              |                            |            |                          |
| S-2M          |      |              |                            |            |                          |
| PKM           |      |              |                            |            |                          |
| PKMZ          |      |              |                            |            |                          |

## Опознавательные знаки
Официальным опознавательным знаком ВВС Польши с 1918 года по настоящее время является «авиационная шахматная доска» (пол. szachownica lotnicza).
| Опознавательный знак | Знак на фюзеляж | Знак на киль | Когда использовался            | Порядок нанесения |
| -------------------- | --------------- | ------------ | ------------------------------ | ----------------- |
|                      |                 |              |                                |                   |
|                      |                 |              | 1918 — 1921                    |                   |
|                      |                 |              | 1921 — 1993                    |                   |
|                      |                 |              | с 1993 года по настоящее время |                   |

## Галерея

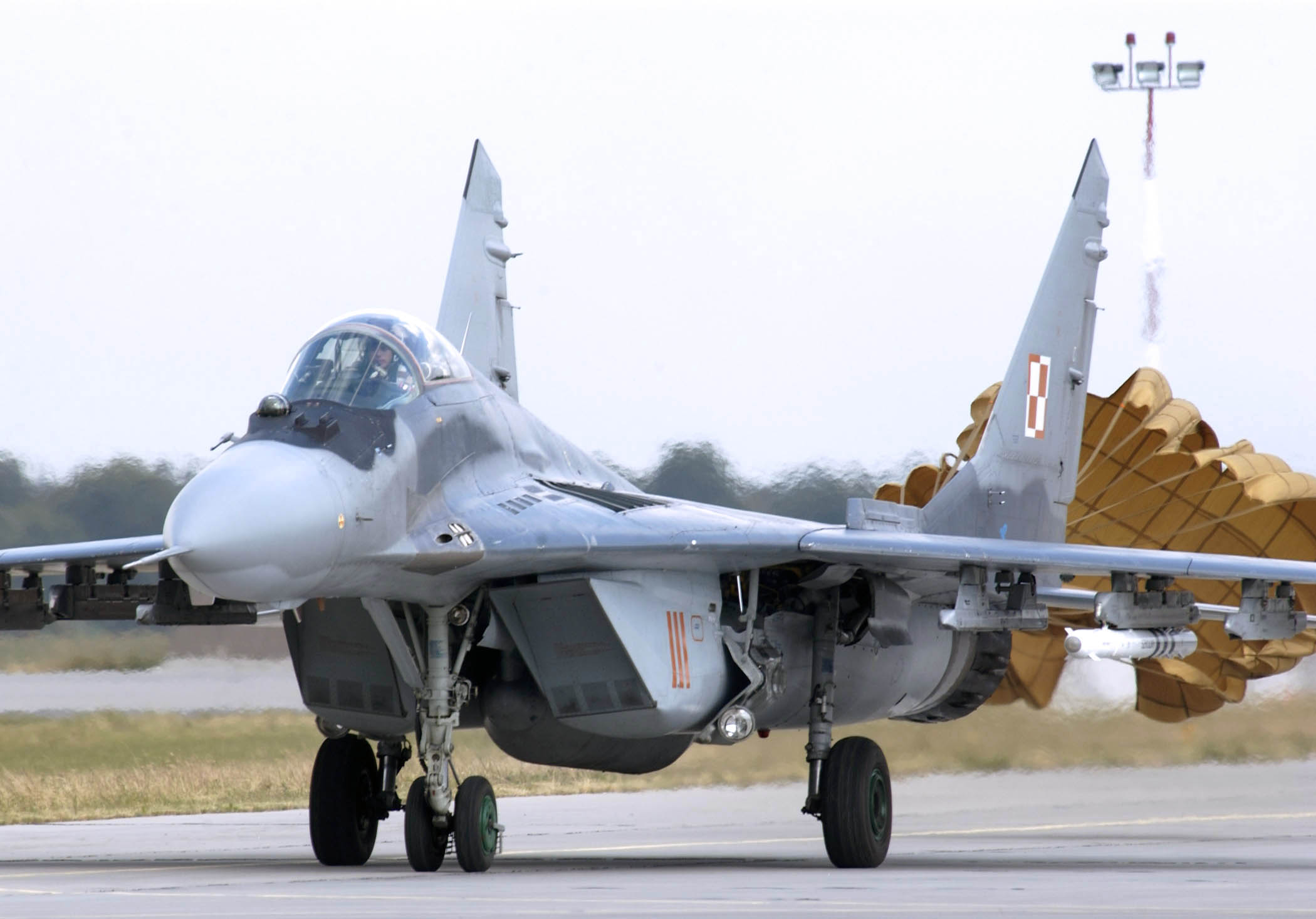
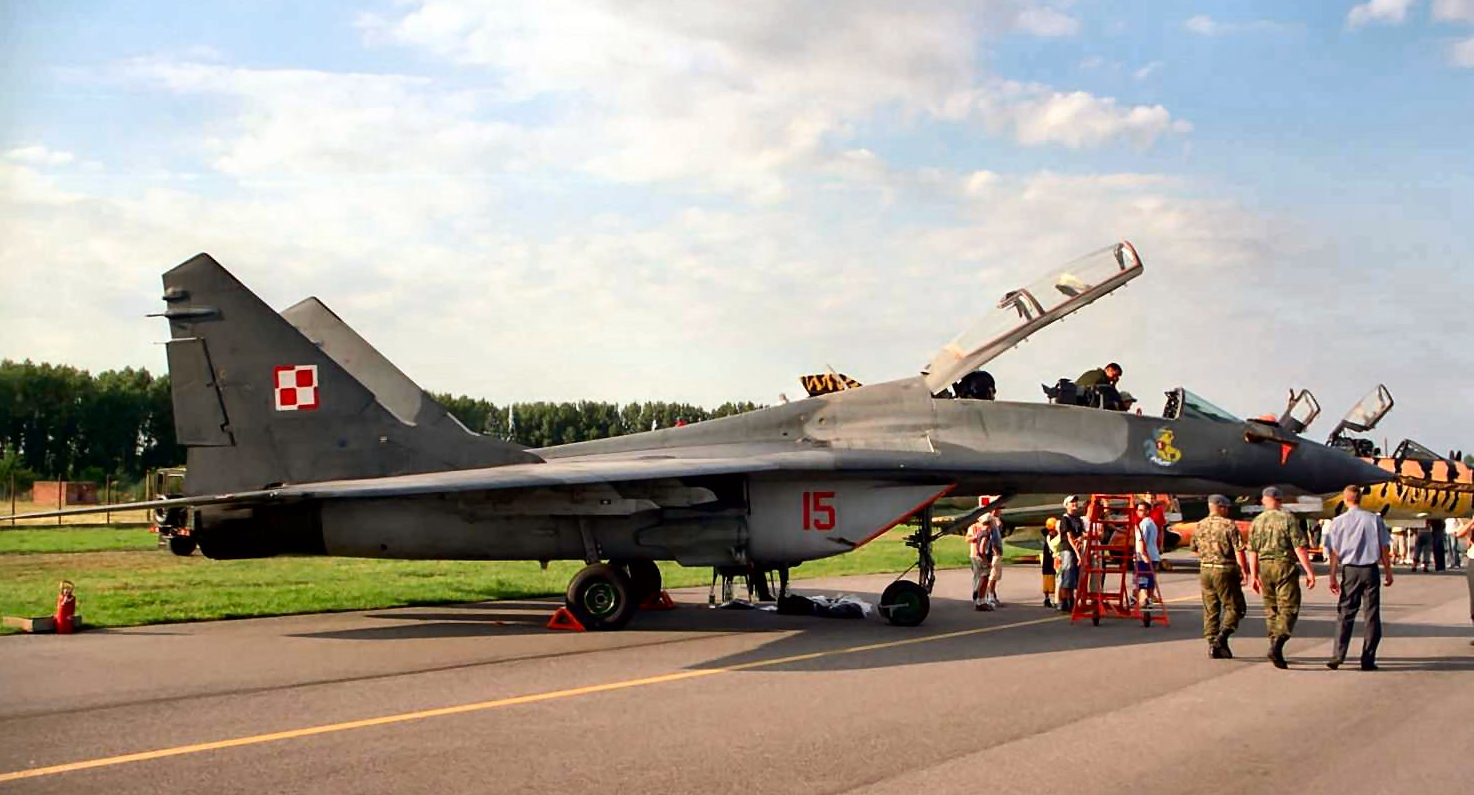
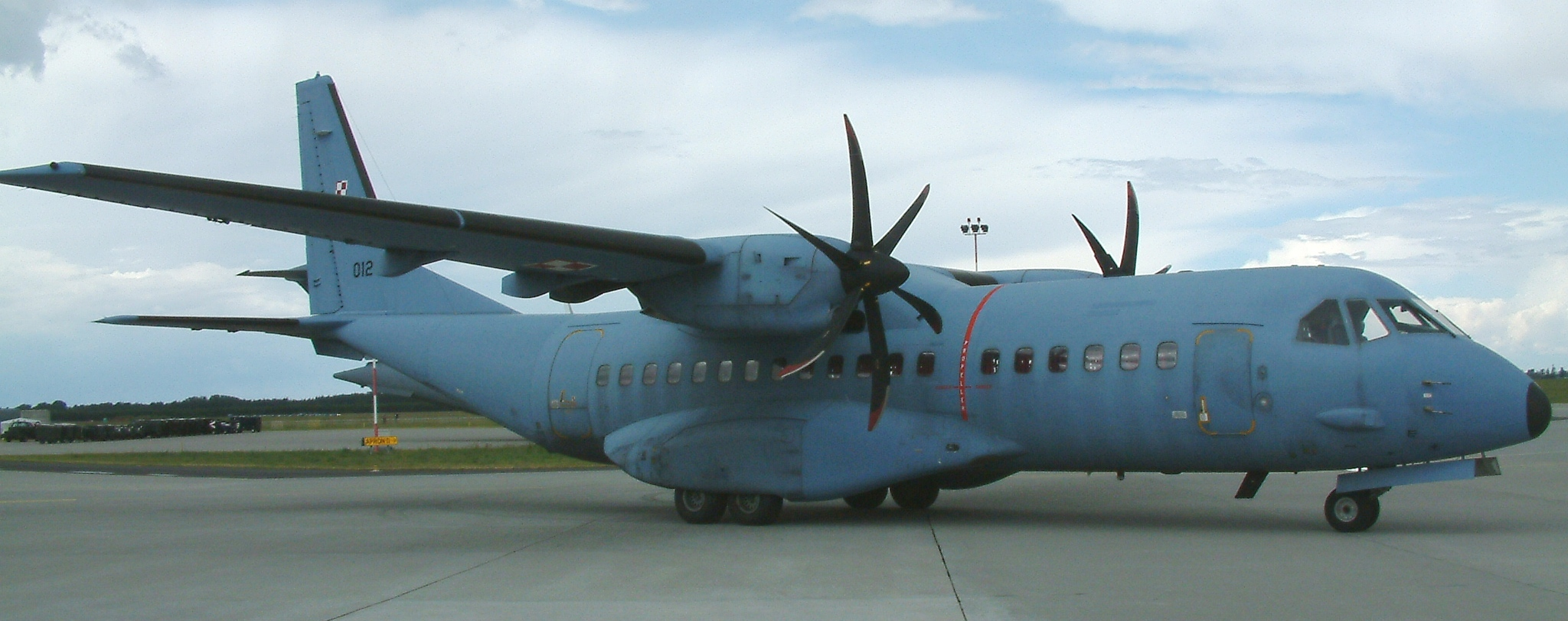
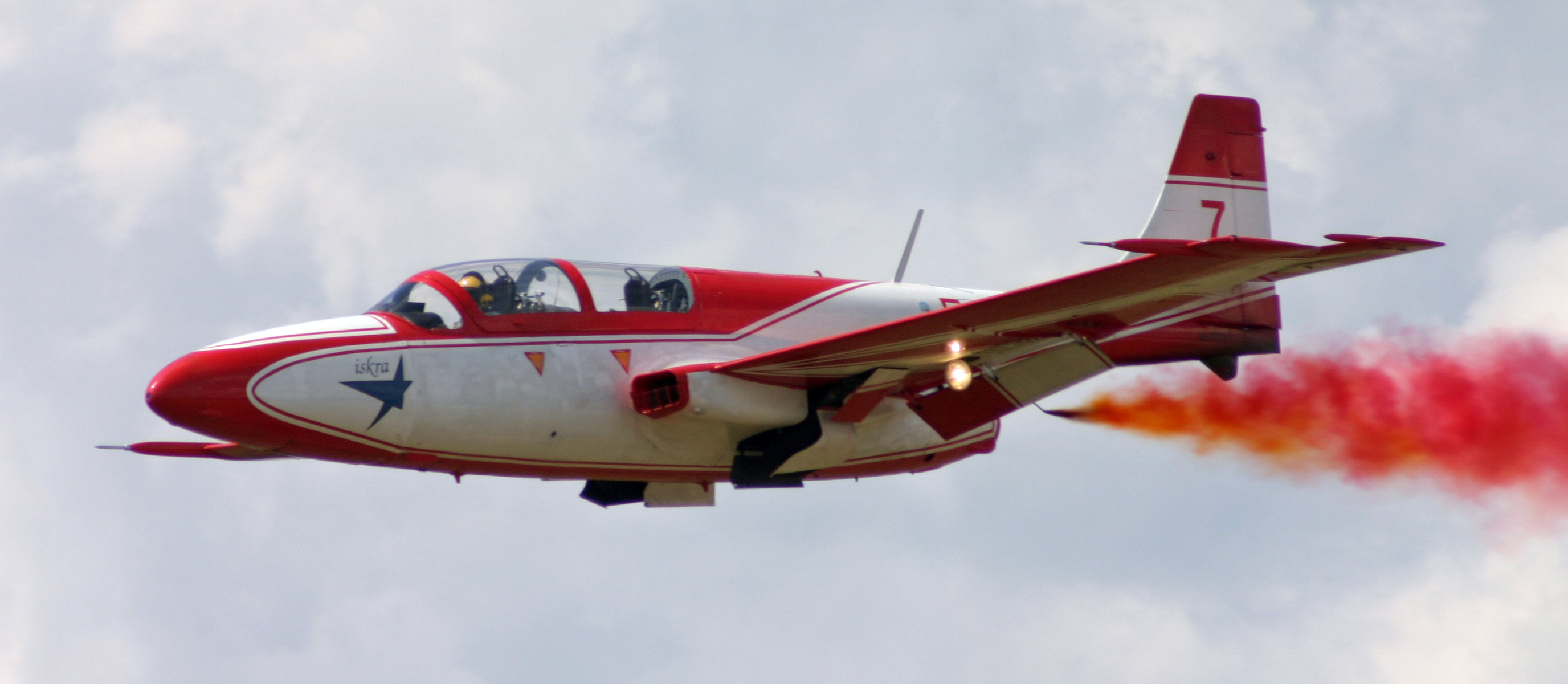
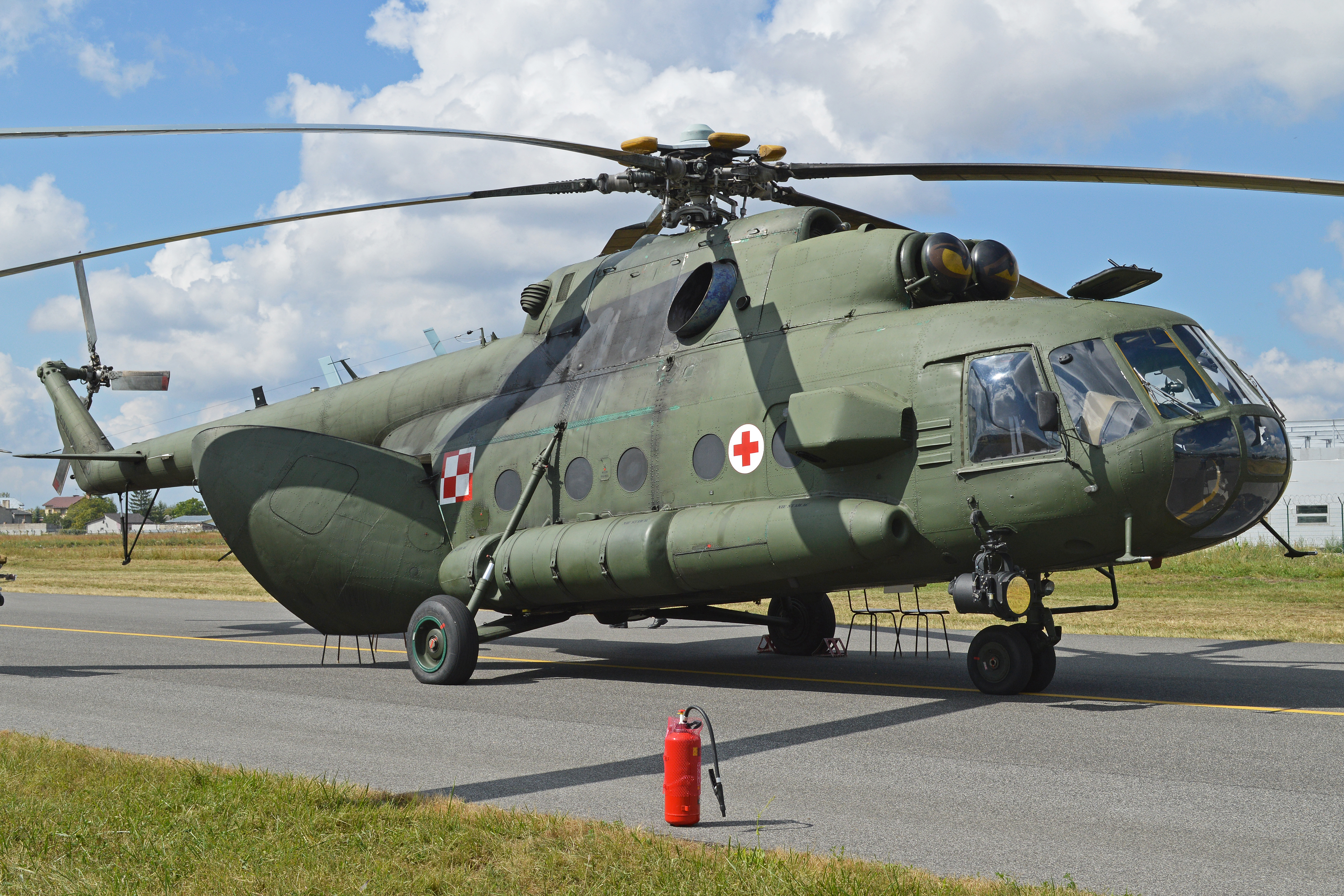

## Знаки различия

### Генералы и офицеры
| Категории               | Генералы          | Генералы          | Генералы        | Генералы        | Старшие офицеры | Старшие офицеры | Старшие офицеры | Младшие офицеры | Младшие офицеры   | Младшие офицеры |
| ----------------------- | ----------------- | ----------------- | --------------- | --------------- | --------------- | --------------- | --------------- | --------------- | ----------------- | --------------- |
|                         |                   |                   |                 |                 |                 |                 |                 |                 |                   |                 |
| Польское звание         | Generał           | Generał broni     | Generał dywizji | Generał brygady | Pułkownik       | Podpułkownik    | Major           | Kapitan         | Porucznik         | Podporucznik    |
| Российское соответствие | Генерал-полковник | Генерал-лейтенант | Генерал-майор   | нет             | Полковник       | Подполковник    | Майор           | Капитан         | Старший лейтенант | Лейтенант       |

### Сержанты и рядовые
| Категории               | Подофицеры       | Подофицеры | Подофицеры      | Подофицеры     | Подофицеры | Солдаты           | Солдаты   |
| ----------------------- | ---------------- | ---------- | --------------- | -------------- | ---------- | ----------------- | --------- |
|                         |                  |            |                 |                |            |                   |           |
| Польское звание         | Starszy sierżant | Sierżant   | Plutonowy       | Starszy kapral | Kapral     | Starszy szeregowy | Szeregowy |
| Российское соответствие | Старший сержант  | Сержант    | Младший сержант | нет            | нет        | Ефрейтор          | Рядовой   |